# Liste der Bischöfe von Maidstone
Die Liste der Bischöfe von Maidstone stellt die bischöflichen Titelträger der Church of England, der Diözese von Canterbury, in der Province of Canterbury dar. Der Titel wurde nach Maidstone, der Hauptstadt der Grafschaft Kent, benannt.
Im Vorfeld der Pensionierung von Rod Thomas wurde 2022 entschieden, den Sitz zunächst vakant zu lassen. Die von Thomas übernommene Aufgabe der Betreuung von konservativen evangelikalen Kirchengemeinden der Kirchenprovinz, die die Ordination und/oder Leitung von Frauen ablehnen, ging auf den „Bischof von Ebbsfleet“ (seit 2023 Rob Munro) über. Zur alternativen episkopalen Aufsicht von anglokatholischen Gemeinden, die die Ordination von Frauen nicht anerkennen, wurde zusätzlich zum „Bischof von Richborough“ der bereits 1889 gegründete Sitz des „Bischofs von Oswestry“ erstmals besetzt.
| Von  | Bis  | Name              | Anmerkungen                                           |
| ---- | ---- | ----------------- | ----------------------------------------------------- |
| 1944 | 1946 | Leslie Owen       | vorher Bischof von Jarrow, danach Bischof von Lincoln |
| 1946 | 1956 | nicht besetzt     | nicht besetzt                                         |
| 1956 | 1966 | Stanley Betts     | danach Bischof der Streitkräfte                       |
| 1966 | 1969 | nicht besetzt     | nicht besetzt                                         |
| 1969 | 1976 | Geoffrey Tiarks   |                                                       |
| 1976 | 1980 | Richard Third     | danach Bischof von Dover                              |
| 1980 | 1987 | Robert Hardy      | danach Bischof von Lincoln                            |
| 1987 | 1992 | David Smith       | danach Bischof von Bradford                           |
| 1992 | 2001 | Gavin Hunter Reid |                                                       |
| 2001 | 2009 | Graham Cray       |                                                       |
| 2009 | 2015 | nicht besetzt     | nicht besetzt                                         |
| 2015 | 2022 | Rod Thomas        |                                                       |